# Zemské volby v Sasku-Anhaltsku 2016
Zemské volby v Sasku-Anhaltsku v roce 2016 se konaly 13. března od 8 do 18 hodin současně se zemskými volbami v Bádensku-Württembersku a v Porýní-Falci, přibližně pět let po volbách v roce 2011. Voliči rozhodovali o 105 mandátech zemského sněmu Saska-Anhaltska sídlícího v Magdeburgu, mandáty se přidělovaly poměrným volebním systémem s 5% uzavírací klauzulí.
Volby vyhrála Křesťanskodemokratická unie (CDU) s 29,8 hlasů respektive s 30 mandáty, na druhé místo se dostal nováček Alternativa pro Německo (AfD) s 24,3 % a 25 mandáty, třetí skončila Levice s 16,3 % respektive 16 mandáty, čtvrtá Sociálnědemokratická strana Německa (SPD) s 10,6 % respektive s 11 mandáty a jako poslední se do parlamentu dostal Svaz 90/Zelení s 5,2 % a 5 mandáty. Těsně se nedostala Svobodná demokratická strana s 4,9 %.
Po volbách byla sestavena koalice CDU, SPD a Zelených a zemským premiérem zůstal Reiner Haseloff (CDU), který předchozí volební období vedl koalici samotných CDU a SPD. Všechny parlamentní strany kromě nové AfD si pohoršily, nejvíce SPD, která ztratila bezmála 11 procentních bodů, respektive 15 křesel.

## Situace před volbami

Rozdělení křesel v zemském sněmu před volbami

Vládu ve spolkové zemi obhajuje velká koalice Křesťanskodemokratické unie a Sociálnědemokratické strany Německa, které v roce 2011 získaly 32,5 % a 21,5 % hlasů, respektive 41 a 26 mandátů. Strana Levice obhajuje 23,7 %, respektive 26 mandátů, a Svaz 90/Zelení obhajuje 7,1 %, respektive 9 mandátů.
Z ostatních stran, které v roce 2011 nezískaly žádné mandáty, se předpokládalo na základě předvolebním průzkumů, že do výsledků prakticky jistě zasáhne nová strana Alternativa pro Německo a hranici pěti procent by mohla překročit i Svobodná demokratická strana, která v roce 2011 získala 3,8 % hlasů.